# Fosfopiruvato hidratasa
La fosfopiruvato hidratasa o, más sencillamente enolasa (EC 4.2.1.11) es una metaloenzima que cataliza la transformación de 2-fosfoglicerato a fosfoenolpiruvato durante la glucólisis. La enzima puede también catalizar la reacción inversa, según la concentración de los sustratos en el medio.
El pH óptimo de la enzima es 6.5. La enolasa se encuentra en todos los tejidos y organismos capaces de efectuar fermentación o glucólisis. Fue descubierta por Lohmann y Meyerhof en 1934. y se ha purificado de gran variedad de fuentes biológicas, incluyendo el músculo humano y eritrocitos. La enolasa posee tres subunidades denominadas α, β, y γ, que pueden combinarse en dímeros que son isoenzimas; las combinaciones posibles son cinco: αα, αβ, αγ, ββ y γγ.

## Estructura molecular
La enolasa tiene un peso molecular de 82.000 hasta 100.000 Daltons aproximadamente, dependiendo de la isoforma de la enzima. Está formada por dos subunidades orientadas de forma anti paralela, de manera que el aminoácido Glu20 de una subunidad forma un enlace iónico con Arg414 de la otra subunidad. La estabilización de las subunidades de la enzima se da mediante enlaces de hidrógeno múltiples.
Cada subunidad de la estructura de la enolasa está formada por dos dominios donde se diferencian once láminas beta y doce hélices alfa. El dominio más pequeño es el amino terminal y consta de cuatro hojas β, seguido por tres hélices α. El dominio mayor, el carboxilo terminal, comienza con dos hojas β, seguido por dos hélices α y termina con un barril compuesto por seis secuencias β-α alternas dispuestas de manera que las hojas β están rodeadas por las hélices α. Para poder seguir este modelo estructural, la primera hélice de la estructura está en la orientación invertida, y la segunda hoja β es antiparalela. Así, estas dos cadenas están en la orientación opuesta a la de sus correspondientes estructuras. La enzima es globular y compacta debido a las interacciones hidrofóbicas entre los dos dominios que forman a la enzima.
El sitio activo de la enolasa se encuentra en el extremo carboxílico del barril, donde los iones metálicos cofactores de magnesio se unen al sustrato: 2-fosfoglicerato (2PG). Los cofactores suponen una parte esencial de la enzima ya que, además, sirven para estabilizar las cargas negativas en el sustrato. En este lugar de la enzima encontramos cinco residuos que resultan muy importantes para la actividad enzimática. Una mutación que afecte a uno de ellos, concretamente a His159, deja a la enzima mutada con solo un 0,01% de su actividad catalítica.
En cuanto a la conformación que toma la enzima durante su mecanismo de actuación, si la 2-PGA está enlazada en el sitio activo, su aminoácido 159 de la primera subunidad está típicamente en contacto directo con el grupo fosforilo del sustrato. Sin embargo, la segunda subunidad, en su propio aminoácido 159, se separa del sustrato por una molécula de agua. Así, la primera subunidad es capaz de realizar la deshidratación de 2-PGA en PEP, mientras que la segunda subunidad podría llevar a cabo la reacción inversa. De este modo, cuando 2-PGA está enlazada en el sitio activo, la conformación de la enzima se considera que está "cerrada". Cuando PEP y una molécula de agua se unen a la enzima, se dice que enolasa está en la "conformación abierta". Por lo tanto, una de las subunidades está siempre en la conformación cerrada, mientras que la otra subunidad se comporta según la conformación anterior.

## Nomenclatura
La nomenclatura de la enolasa es EC 4.2.1.11. El nombre de cada enzima puede ser identificado por un código numérico, una nomenclatura, encabezado por las letras EC (enzymecommission), seguidas de cuatro números separados por puntos. El primer número indica a cuál de las seis clases pertenece la enzima (según su mecanismo de actuación), en este caso, se encuentra en el grupo de las Liasas, caracterizadas por catalizar reacciones en las que se eliminan grupos H2O, CO2 y NH3 para formar un doble enlace o añadirse a un doble enlace. El segundo dígito se refiere a distintas subclases dentro de cada grupo, en la NSE, Carbon-oxygenlyases, es decir actúan sobre enlaces C-O. El tercero se refiere a los grupos químicos específicos que intervienen en la reacción, al “sub-subgrupo”. El último dígito hace referencia a la enzima propiamente dicha.

## Mecanismo de acción
El mecanismo de acción de la enolasa, el cual se conoce mediante el uso de sondas isotópicas, se basa en una reacción de tipo E1bc que, a su vez, conlleva la aparición de otro elemento: carbanión. Esta enzima cataliza la reacción de deshidratación del D-2-Fosfoglicerato hasta fosfoenolpiruvato.
Asp246, Asp320 y Glu295, aminoácidos que forman la enzima, mantienen y estabilizan los cationes de magnesio del sitio activo, causando un cambio molecular que activa la enolasa y permite la formación del complejo intermedio. Después de la interferencia, el grupo fosfato de 2-fosfoglicerato se combina, mediante enlace de hidrógeno con el anillo de imidazol de His159. En el momento de unión del complejo, el oxígeno del grupo carboxilo de 2PG queda desprotonado para permitir un mejor posicionamiento con respecto al grupo fosfato His159, pero es estabilizado y neutralizado por Gln167, Arg374 y Lys396, otros monómeros de la enzima. El aumento de acidez del hidrógeno alfa que se produce también como consecuencia de la formación del complejo, es solucionado por Lys345. Este aminoácido de enolasa desprotona el hidrógeno alfa, y la carga negativa resultante se estabiliza por resonancia al oxígeno del carboxilato y por los cofactores de ion magnesio (Mg2+). Tras la creación del carbanión intermedio, C3 se elimina como agua con la ayuda de Glu211 y, finalmente, obtenemos el producto: fosfoenolpiruvato.

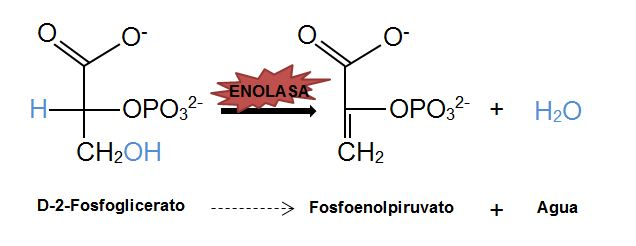
En la reacción catalítica donde participa la enolasa, se libera una molécula de agua.

En la α-enolasa humana, el sustrato gira en relación con la unión con la enzima debido a las interacciones con los dos iones de magnesio catalíticos, Gln167 y Lys396. Cabe decir que el mecanismo de actuación de la enzima viene favorecido por los iones Mg2+ que se unen en la posición correcta para conseguir una mayor eficiencia de la catálisis (también crea una unión con el sustrato). Tal y como se explica, la enolasa forma un complejo con un ion Mg2+ antes de la unión con el sustrato. Por otro lado, el ion fluoruro actúa como inhibidor de la glucólisis, bloqueando la reacción donde actúa la enolasa. Cuando en el medio hay Pi, el ion fluoruro impide la unión del sustrato con la enzima a causa de la unión de un ion Mg2+ con el sitio activo de la molécula.
El mecanismo de la reacción de la enolasa implica, como se explica varias veces previamente, un producto intermedio estabilizado por iones Mg2+. La reacción se basa en la deshidratación de un compuesto con un potencial de transferencia con un grupo fosforilo bajo (ΔG’0 de la hidrólisis del 2PG es -17,6kJ/mol), que obtiene como producto un compuesto con uno muy alto (ΔG’0 de la hidrólisis del PEP es -61,9kJ/mol). De este modo, vemos como estos dos iones son esenciales también para la cinética química de la enzima. Estos se unen en una posición determinada con el sitio activo del sustrato, acelerando la velocidad de la catálisis. Si se analizase una gráfica en la que se representasen las velocidades de un mismo sustrato con dos concentraciones diferentes de Mg2+, se podría ver claramente que a mayor concentración de Mg2+, la Vmáx y la Km también son mayores. Así, se podría decir que la enolasa está regulada por la concentración de Mg2+ y los pasos anteriores de la glucólisis.

## Funciones
La enolasa es una enzima con una diversidad funcional, aunque se la reconoce sobre todo por su función como marcador de lesiones neuronales, función realizada por su isoenzima NSE, enolasa neuro específica.
Función catalítica: La enolasa interviene en la reacción de glucólisis en el paso del 2-fosfo-D-glicerato al fosfoenolpiruvato, molécula con alto contenido energético.
Esta misma función catalítica tiene lugar también en la respiración de las células de levadura. En esta reacción, la enolasa necesita la presencia de iones Magnesio a los cuales se unirá para intervenir en la catalización de la reacción del proceso de respiración de estas células, convirtiendo así el 2PG en PEP. Por este motivo, la enolasa es conocida como una metaloenzima.
Este proceso viene dado tras la unión del substrato, el 2-fosfo-D-glicerato, con la enzima, la α –enolasa. Una unión que da lugar a la reacción del grupo carboxilo del fosfoglicerato con dos coofactores del ion magnesio, en el mismo centro activo de la enzima, estabilizando así la carga del oxígeno desprotonado con el hidrógeno alfa que aumenta su carácter ácido.
En esta reacción, con una ∆G0 aproximadamente de -14,5 kcal/mol, el hidrógeno del carbono 2 y el grupo hidroxilo del carbono 3 se unirán para eliminarse en forma de molécula de agua, gracias a la ayuda del Glu211, dando lugar al fosfoenolpiruvato.
La misma enzima, la α –enolasa, es la encargada de catalizar la reacción anabólica, que corresponde a la reacción inversa de la glucólisis, la gluconeogénesis, convirtiendo así el fosfoenolpiruvato en 2-fosfo-D-glicerato.
Función como parámetro para lesiones neuronales y enfermedades cerebrovasculares: Se han estudiado altas concentraciones de EEN como indicador de posibles complicaciones en el organismo. Los dos casos más frecuentes, son su alta concentración en sangre que se estudia como parámetro para pronosticar enfermedades cerebrovasculares, así como su elevada concentración en el líquido cefalorraquídeo en recién nacidos (de entre 12 y 72h de vida), que se encuentran en estado asfíctico grave. En este último caso la concentración de enolasa ha permitido estudiar la influencia de ciertos procesos asfícticos en posibles daños neuronales que se le pueden derivar.
Receptor de plasminógeno: En la superficie de células hematopoyéticas, endoteliales y epiteliales de determinados agentes patógenos, la enolasa se encuentra como receptor de una glicoproteína sintetizada por el hígado, la profibrinolisina conocida también como plasminógeno.
Así pues, este reconocimiento del plasminógeno permite que este sea transformado en plasmina favoreciendo procesos como la degradación de matriz extracelular. Esta propiedad de la enolasa la convierte en una enzima con una destacable funcionalidad en el sistema fibrinolítico (encargado de la degradación de la fibrina) tanto pericelular como intracelular.
Función como respuesta adaptativa a la hipertermia: la hipertermia, así como otros choques térmicos, causa modificaciones en la célula, sobre todo en la estructura de las mitocondrias. El cambio brusco de temperatura provoca una disminución en la funcionalidad de estos compartimentos celulares que deriva en una descenso en la concentración de adenosín-trifosfatos, ATP, molécula encargada de la obtención de energía.
Así pues, en los choques térmicos la célula necesita disponer de vías anaerobias alternativas para poder obtener la energía celular necesaria. En la adquisición de estas rutas anaerobias alternativas es cuando se puede observar un aumento de enolasa a modo de respuesta adaptativa al cambio frusco de las condiciones térmicas.
Aún se están estudiando otras funciones de la enolasa así como su posible implicación en la respuesta al estrés salino al asociarse al tonoplasto.

## Isoenzimas
La enzima enolasa tiene tres subunidades (α, β, γ), cada una de ellas codificada por un gen diferente. Estas subunidades pueden combinarse hasta de 5 formas diferentes, dando lugar a las 5 isoenzimas de la enolasa: αα, αβ, αγ, ββ y γγ. Durante la ontogénesis, hay una transición mediante la cual se pasa del homodímero alfa/alfa al heterodímero alfa/beta, en las células del músculo estriado, y al heterodímero alfa/gamma y al homodímero gamma/gamma en las células neuronales. Las tres isoenzimas homodímeres se encuentran más frecuentemente en células humanas adultas que las otras:

### αα: Enolasa No-Neuronal (NNE)
También conocida como Enolasa 1. Esta isoenzima se encuentra en una gran variedad de tejidos, como el hígado, el cerebro, el bazo y el tejido adiposo. Se trata de una abundante enzima citoplasmática con actividad 2-fosfo-D-glicerato-hidro-liasa. Esta isoenzima ha sido identificada como autoantígeno en la encefalopatía de Hashimoto. Algunos estudios revelan que la α-enolasa también actúa como autoantígeno asociado a casos graves de asma. Una disminución en la expresión de la NNE ha sido detectada en el epitelio corneal de pacientes con queratocono.

### ββ: Enolasa Específica Muscular (MSE)
También conocida como Enolasa 3. Esta isoenzima se encuentra en las células musculares de los mamíferos adultos, donde juega un importante papel en el desarrollo y en la regeneración del músculo. Mutaciones en el gen de la ENO3 pueden ir asociados a miopatías metabólicas que pueden resultar de una disminución de la estabilidad de la enzima, como dolor muscular e intolerancia al ejercicio. Estos desórdenes metabólicos están caracterizados por un incremento de creatina quinasa en el suero y una disminución de la actividad de la NSE.

### γγ: Enolasa Neuro-Específica (NSE)
También conocida como Enolasa 2. Esta isoenzima se encuentra presente, sobre todo, en las células neuronales y neuroendocrinas. Los valores normales son aquellos que son inferiores a 15mg/l. En pacientes con neumopatías, especialmente, infecciosas, y con insuficiencia renal, se observa un pequeño incremento, elevando los niveles de NSE hasta 25-30 mg/l.
Es una proteína principal del tejido cerebral humano, que representa alrededor del 1,6% de la proteína soluble total. Es considerada como el marcador enzimático más específico del daño neuronal, aunque hay algunos aspectos confusos puesto que la NSE también está presente en plaquetas y, sobre todo, en eritrocitos. Los niveles de enolasa específica neuronal suelen determinarse por un método inmunoenzimático de tipo ELISA. El peso molecular de esta isoenzima es de 47.269 Da, la longitud de secuencia consta de 434AA y su punto isoeléctrico es 4,91. Se profundiza más sobre esta isoenzima en los siguientes apartados, los cuales tratan sobre sus funciones y aplicaciones terapéuticas.

#### Funciones
La NSE, localizable en los axones y las diversas células nerviosas exceptuando las células gliales, es el isonezima de la enolasa con mayor importancia debido a su destacada funcionalidad en el sistema nervioso.
Gracias a sus propiedades immunohistoquímicas actúa mayoritariamente como marcador específico ante lesiones neuronales así como para otras alteraciones relacionadas con el sistema nervioso.
Dentro de su funcionalidad como marcador de lesiones neuronales, es destacable su eficacia para actuar como marcador de axones que han sido lesionados en consecuencia de una lesión cerebral. Esta función es realizable gracias a la imunotinción de la enolasa neuro específica, permitiendo así la detección de lesiones axonales en sus etapas iniciales, a partir de la hora y media aproximadamente. Esta propiedad de detectar solo los axones lesionados, era atribuida anteriormente solo a la proteína precursora β-amiloide, APP, pero tras varios estudios ha sido relacionada también con la enolasa neuro específica. También se utiliza para la detección del carcinoma microgenético de pulmón, donde tiene la sensibilidad del 65 al 80% y una especificidad del 75 al 89%, que lo hace el marcador ideal para este tipo de tumor.
La funcionalidad de esta isoenzima en el sistema nervioso va más allá, ya que debido a su immunoreactividad, muestra una relación en el proceso de maduración neuronal. Además, sus propiedades neurotróficas y neuroprotectivas sobre un considerable conjunto de neuronas, hacen que la NSE sea una proteína muy útil en los ensayos ELISA (del inglés Enzyme Linked ImmunoSorbent Assay, Ensayo por immunoabsorción ligado a enzimas), actuando como marcador para las diversas diferenciaciones neuronales.

#### Aplicaciones terapéuticas
La Enolasa Neuro Específica (NSE) es una enzima que ha sido detectada en pacientes que padecen ciertos tumores, particularmente, neuroblasomas, cáncer de tiroides, tumores carcinoides (tumores del sistema endocrino), [tumor de Wilms], tumores pancreáticos, seminoma (tumor testicular), melanoma, así como en algunos sarcomas y en tumores indiferenciados de células pequeñas del pulmón.
La NSE se libera en el sistema nervioso central cuando el tejido neuronal es lesionado. Es por eso que en personas con cánceres que derivan del tejido neuronal o neuroendocrino se puede observar un incremento de la cantidad de esta enzima en la sangre.
Ciertos estudios, realizados en los últimos años, en los que se investiga la importancia de la NSE como marcador tumoral, se han centrado, sobre todo, en pacientes con neuroblastomas y carcinoma de células pequeñas de pulmón (microcítico). Medir los niveles de NSE en pacientes con estas enfermedades podría dar información sobre el grado en el que se encuentra la enfermedad, el tamaño del tumor y el pronóstico del paciente, así como la respuesta del este al tratamiento, gracias al elevado valor predicativo de la prueba.
Además de encontrarse niveles de NSE significativamente elevados en pacientes con diversos tipos de tumores, altos niveles de NSE han sido observados en pacientes con enfermedades que llevan a la degeneración de las células nerviosas, como la meningitis, la apoplejía, la hemorragia intracerebral, la [hemorragia subaracnoidea], la hipoxia cerebral (falta de oxígeno en el cerebro), la encefalomielitis diseminada (esclerosis múltiple) y la enfermedad de Creutzfeldt-Jakob, entre otras.
Los elevados niveles de NSE en la sangre están relacionados con la destrucción de eritrocitos y plaquetas, ya que estas células, que tienen una gran concentración de NSE, al ser destruidas, liberan todo su contenido a la sangre, por lo que los niveles de enolasa neuro-específica aumentan.

##### Ensayo clínico
Determinación en sangre de la enzima enolasa específica neuronal en niños con encefalopatías agudas.
El objetivo de este estudio realizado en el hospital “Virgen de la Salud” de Toledo, aceptado en junio de 1997, se basa en evaluar si hay correlación entre el valor de NSE en sangre en niños afectos de encefalopatías agudas no traumáticas con alteración de conciencia y las secuelas neurológicas encontradas más tarde. Tras determinar la actividad en sangre de NSE por radioinmunoensayo, en un total de 9 niños y un grupo control, los resultados de las pruebas mostraron que los valores en sangre eran superiores en los niños con encefalopatía que presentaban secuelas neurológicas, que en los que no presentaban, así como no hubo diferencia entre estos últimos y el grupo control. Se puede concluir, por lo tanto, que la determinación de NSE en sangre puede aportar información útil para la predicción de secuelas neurológicas en niños con encefalopatías agudas.